# AMラジオ災害問題協議会
AMラジオ災害問題協議会（エーエムラジオさいがいもんだいきょうぎかい）は、近畿圏で災害が発生した場合、近畿圏のNHK、民間放送のラジオ局7社が共同で災害安否情報やライフライン情報の提供を実施する組織である。

## 内容
1993年に、NHK大阪放送局（NHK）・朝日放送（当時。2018年度以降は朝日放送ラジオ）（ABC）・毎日放送（当時。2021年度以降はMBSラジオ）（MBS）・大阪放送（当時。2024年度以降はラジオ大阪）（OBC）の在阪AMラジオ4局で発足。阪神・淡路大震災が発生した1995年からは、被災地の神戸市に拠点を置くラジオ関西（CRK）も参加。1998年には、和歌山放送（WBS）と京都放送（KBS）の加盟によって、近畿のAMラジオ全局が参加することになった。
1994年には、都市におけるラジオ難視聴空間の解消をテーマに、NHK・朝日放送（当時）・毎日放送・大阪放送（当時）による共同制作番組『地下でも聞けるAMラジオ』を各局で放送。震災発生から8ヶ月半後の1995年9月1日（防災の日）に『神戸発 命のラジオ』を放送したことをきっかけに、2004年までは、震災発生日の1月17日午後に桂文珍の司会で協議会加盟全局の参加・同時生放送による特別番組『関西発 命のラジオ』を放送していた。
『関西発 命のラジオ』は2005年以降も、毎年9月1日に放送されるNHKラジオ第1放送の全国向け特別番組『防災の日スペシャル』において、NHK大阪放送局の制作による『関西発 いのちのラジオ』として継続。当協議会に加盟するラジオ局のアナウンサーが、1局5～10分のペースで防災への取り組みなどを報告する。アナウンサーが出演するラジオ局によっては、通常番組に内包させる形で、出演時間中のみNHKラジオ第1放送との同時生放送に切り替えることがある。
また、2007年の8月からは、協議会参加各局のアナウンサー（後述）の出演による統一防災キャンペーンのスポットCMを制作。「関西のラジオが一緒に防災を考えています」というメッセージとともに、全局で随時放送されている。阪神・淡路大震災の発災から25年目を控えた2020年1月13日（土曜日）には、「AMラジオ災害問題協議会　防災シンポジウム」をKBSホール（京都放送カルチャーセンターが京都市上京区で運営するホール）で開催。参加各局を代表するアナウンサーや、正木明（朝日放送テレビ平日早朝の番組などで活動する気象予報士）が登壇したほか、シンポジウムの模様を後日に各局の番組で順次紹介している。

## 実施ラジオ局
- NHKラジオ第1放送（NHK大阪放送局）
- MBSラジオ（MBS）
- 朝日放送ラジオ（ABC）
- ラジオ大阪（OBC）
- ラジオ関西（CRK）
- 京都放送（KBS京都）
- 和歌山放送（WBS）

## 担当アナウンサー
- NHK - 藤井彩子（2008年度まで）→ 上田早苗（2009・2010年度）→ 住田功一（2011年度から）
- 朝日放送→朝日放送ラジオ[注 2] - 道上洋三（2008年度まで）→ 三代澤康司（2009～2013年度）→ 武田和歌子（2014年度から）
- 毎日放送→MBSラジオ - 野村啓司（2008年度まで）→ 上泉雄一（2009・2010年度）→ 河本光正（2011・2012年度）→ 千葉猛（2013年度から）
- 大阪放送→ラジオ大阪 - 原田年晴（2008年度以前から2014年度まで）→ 藤川貴央（2015年度から）
- ラジオ関西 - 三上公也（2008年度以前から参加）、林真一郎（2009年度のCMから出演）、池田奈月（2015年度のCMから出演）
- 和歌山放送 - 小川孝夫（2008年度以前から参加、同局防災キャスター）、寺門秀介（2009年度のCMから出演）
- 京都放送 - 森谷威夫（2008年度以前から参加）

参加局によっては、上記以外のアナウンサーが『関西発 いのちのラジオ』で取材・報告を担当することがある。